# Jesús Glaría
 (juillet 2017).
Si vous disposez d'ouvrages ou d'articles de référence ou si vous connaissez des sites web de qualité traitant du thème abordé ici, merci de compléter l'article en donnant les références utiles à sa vérifiabilité et en les liant à la section « Notes et références ».
Jesús Glaría est un footballeur espagnol né le 2 janvier 1942 à Villafranca (Navarre) et mort le 19 septembre 1978 à L'Espluga de Francolí (province de Tarragone).

## Biographie
Il commence le football au Deportivo Oberena jusqu'à ce que l'Atlético de Madrid le remarque et l'incorpore dans ses équipes de jeunes. José Villalonga le fait débuter en première division le 18 février 1961 contre le Betis Séville (0-1). 
Pour sa première saison dans l'effectif rouge et blanc, il n'a pas beaucoup d'opportunités de jouer, voyant même ses coéquipiers triompher du Real Madrid CF trois buts à deux en finale de la Coupe du Roi 1961. Il s'impose comme titulaire dès la saison suivante au cours de laquelle les Colchoneros gagnent leur premier trophée international. Le 5 septembre 1962 au Neckarstadion de Stuttgart, les Rojiblancos affrontent en finale de la Coupe des coupes la Fiorentina de Kurt Hamrin devant 38 120 spectateurs. L'Atlético s'impose sur le score de trois buts à zéro. 
Dans la foulée, il honore sa première sélection sous les couleurs de l'Espagne le 1er novembre 1962 contre la Roumanie, une victoire six buts à zéro. En 1965, il remporte sa première Coupe d'Espagne contre le Real Saragosse sur le score d'un but à zéro et l'année suivante il devient pour l'unique fois de sa carrière, champion d'Espagne. 
En 1968, après 187 matchs de championnat pour l'Atlético Madrid, il rejoint l'Espanyol de Barcelone. Il prend sa retraite à l'issue du championnat 1974-75 avec un total de 338 matchs et 12 buts marqués.
Glaria meurt le 19 septembre 1978 dans un accident de la route ainsi que son fils.